# Maria Catharina Daemen
Maria Catharina Daemen (Ohé en Laak, 19 november 1787 - Heythuysen, 7 augustus 1858) was de stichtster van de Congregatie der Franciscanessen van Boetvaardigheid en christelijke Liefde, beter bekend onder de naam: Congregatie der Zusters Franciscanessen van Heythuysen.

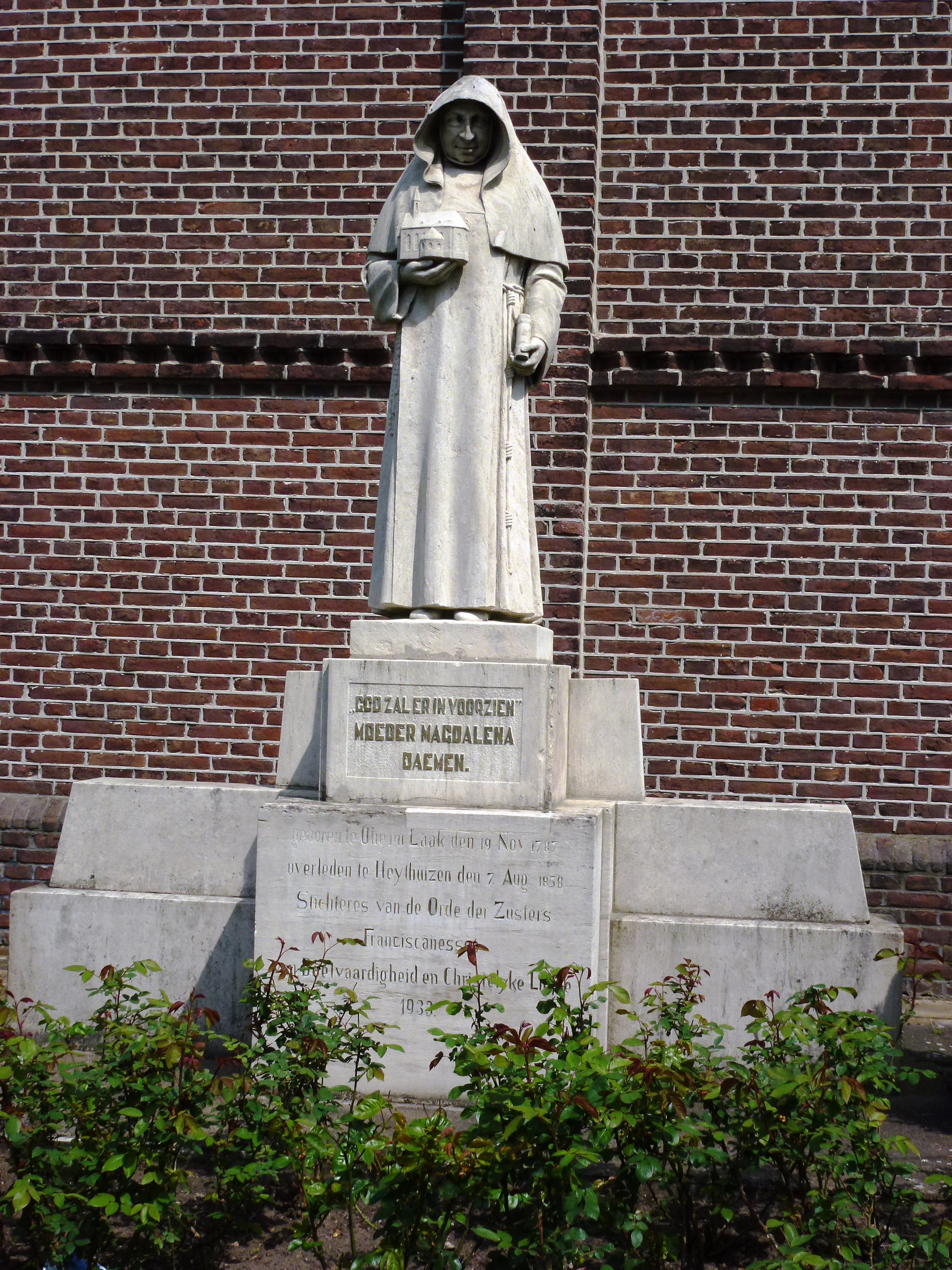
Moeder Magdalena Daemen

Tijdens haar jeugd speelde de komst der Fransen die in deze regio de kloosters ophieven en de macht van de Katholieke Kerk terugdrongen. Haar geboortegrond behoorde immers tot de Zuidelijke Nederlanden, waar het verzet van de geestelijkheid tegen de door de Fransen ingevoerde seculiere staat vrij hevig was, zie ook beloken tijd.
Vooral na 1814 trachtte de Kerk het verloren terrein terug te winnen, onder meer door haar greep op het onderwijs weer uit te bouwen. Hiertoe werden diverse onderwijscongregaties opgericht. Maria Daemen kwam te Maaseik onder invloed van een pater Kapucijn, waarbij ze huishoudster was. Zij trad toe tot de Derde Orde van Sint-Franciscus. In 1825 werd ze door de pastoor Petrus van der Zandt naar Heythuysen geroepen. Daar sloten zich enkele vrouwen bij haar aan en richtte ze een congregatie der Franciscanessen die als haar hoofdvestiging het Sint-Elisabethklooster te Heythuysen zou krijgen. Maria's kloosternaam werd: Moeder Magdalena. In 1835 werd het vervallen landgoed De Kreppel aangekocht en hierop werd het klooster gesticht. 1835 is de officiële stichtingsdatum van de Congregatie.  Maria Catharina bleef overste tot 1840. Vanuit het klooster werden weer tal van kloosters in de omgeving van Heythuysenen ver daarbuiten  gesticht.